# Rhinyptia laeviceps
Rhinyptia laeviceps är en skalbaggsart som beskrevs av Gilbert John Arrow 1917. Rhinyptia laeviceps ingår i släktet Rhinyptia och familjen Rutelidae. Inga underarter finns listade i Catalogue of Life.